# F.I.R.
F.I.R. 飛兒樂團 és un grup musical de Taiwan format el 2004. Inicialment estava format per la vocalista Faye (詹雯婷), el guitarrista Real Huang (阿沁) i el teclista Ian Chen (陳建寧). Actualment, l'únic membre actiu és Ian Chen (陳建寧).

## Trajectòria

### 2008-2014
F.I.R. es va formar l'any 2002, amb tres membres: la vocalista Faye (詹雯婷, també coneguda com 飛), el teclista Ian Chen (陳建寧) i el guitarrista Real Huang (黃漢青, conegut com 阿沁). El nom original del grup era "Kiss in Reality" (Un petó en la realitat), abreujat com "K.I.R.". Després de signar amb Warner Music, el grup va adoptar el nom "F.I.R.", format per les inicials dels noms anglesos dels tres membres: Faye, Ian i Real. Aquest nom també és l'abreviació de "Fairyland In Reality" (Un món de fantasia dins la realitat). Warner Music va establir el nom oficial en xinès com a 飛兒樂團, una denominació més habitual a la Xina continental.

### 2015-2017
El 23 d'abril de 2004, F.I.R. va llançar el seu àlbum debut, titulat F.I.R. 飛兒樂團 (Àlbum homònim). La seva cançó principal, 〈Lydia〉, va ser utilitzada com a cançó de tancament del drama juvenil taiwanès The Outsiders (《鬥魚》). Gràcies a l'exposició mediàtica massiva abans fins i tot del seu debut oficial, la banda va aconseguir un èxit fulgurant a Taiwan, així com en altres mercats asiàtics i de parla xinesa. Les cançons 〈Lydia〉 i 〈Fly Away〉 també van ser versionades per artistes de Corea del Sud i del Japó.
El 28 de maig de 2005, gràcies al seu àlbum debut F.I.R. 飛兒樂團 (Àlbum homònim), F.I.R. va guanyar el Premi al Millor Artista Revelació en Llengua Mandarina a la 16a edició dels Golden Melody Awards.
El 20 d'octubre de 2007, F.I.R. va actuar per primera vegada a l'escenari del Taipei Arena (小巨蛋), amb el concert de la seva gira mundial "The Tenth Planet" (La desena planeta). Va ser també el primer concert de gran format amb entrades a la venda que el grup celebrava en aquest emblemàtic recinte.

### Inicis
El 15 d'abril de 2011, F.I.R. va llançar el seu sisè àlbum, titulat "Capítol Sis: Atlantis (第六章【亞特蘭提斯】). El 9 de juliol del mateix any, el grup va realitzar el seu concert al Taipei National University Gymnasium, com a part de la seva gira mundial "Creation • Century World Tour" ("創‧世紀世界巡迴演唱會).
El 2013, F.I.R. va anunciar la seva nova gira amb el títol "Light Up The Way World Tour" (光合之旅 Light Up The Way 世界巡迴演唱會). Aquesta va ser la tercera gira mundial de gran format del grup.

### 2004-2007: Popularitat

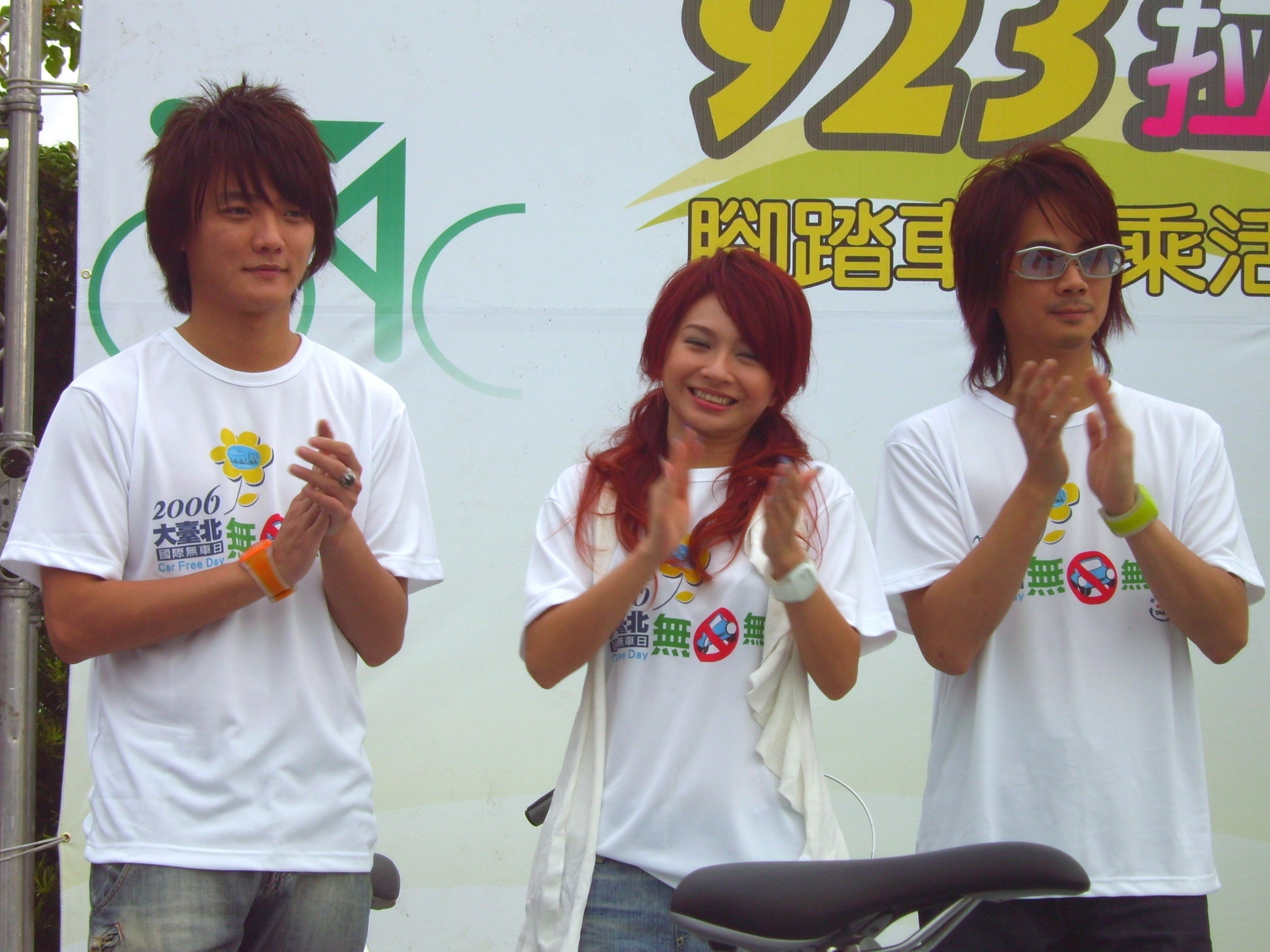
La primera generació F. IR, d'esquerra a dreta: A-Qin, Fei, Chen Jianning

El 16 de juny de 2015, F.I.R. va anunciar que havia signat amb l'empresa musical Hwa Yea International Music (華研國際音樂).

### 2018 - Actualitat
El 22 de febrer de 2018, la vocalista Faye va anunciar que deixava F.I.R. 飛兒樂團. A través de Facebook, va expressar que havia estat retirada sense previ avís de l'administració de la pàgina de fans del grup. Davant d'això, Ian Chen (陳建寧) va confirmar que els dos membres s'havien separat. Tot i la separació pública, Faye va afegir poc després que, en privat, continuaven sent aliats musicals i es desitjaven sort i èxits mútuament en el futur.
El 22 d'agost de 2018, F.I.R. va llançar la cançó 〈Xinghuo〉 (星火), que va ser utilitzada com a cançó temàtica de la pel·lícula The Outsiders (鬥魚).El 22 d'agost de 2018, va llançar "Spark", el tema principal de la pel·lícula "The Outsiders (鬥魚)".
El 24 d'octubre de 2018, Faye, l'ex-vocalista de F.I.R., va anunciar que s'unia a Asia Muse Music (亞神音樂) sota el seu nom real, Zhan Wen-Ting (詹雯婷).
El 25 d'octubre de 2018, F.I.R. va celebrar una roda de premsa a Pequín, on van anunciar que la jove cantant de 22 anys, Han Rui (韓睿), de la Xina continental, passaria a ser la nova vocalista del grup, substituint a Faye.
El 1 d'abril de 2019, F.I.R. va llançar el primer vídeo del seu nou àlbum, que servia com a teaser per anunciar el seu retorn al món de la música. El 3 de maig de 2019, van llançar el seu vuitè àlbum, titulat "End of Youth: Completion Plan" (末日青春：補完計劃), i al mateix temps van començar la gira "Dream Makers Campus Tour" (造夢者校園巡迴演唱會), on van actuar conjuntament amb altres artistes de Hwa Yea International Music, com Yu Ke Wei (郁可唯), Wen Hui Ru (文慧如), Karencici, Yan Yi Ge (閻奕格) i Li You Ting (李友廷).
El 10 de setembre de 2019, F.I.R. va anunciar la seva col·laboració amb el grup japonès Dai Infinite Band (大無限樂團) per llançar el senzill "Infinite Youth (無限青春 Forever Young)".
El 20 de juliol de 2021, F.I.R. va llançar el seu novè àlbum, titulat "Diamond Heart" (鑽石之心).
El desembre de 2022, Han Rui (韓睿), la vocalista de F.I.R., va fer una pausa en tots els seus compromisos professionals a causa d'una depressió desencadenada per assetjament en línia. Aquesta situació va obligar-la a suspendre temporalment la seva carrera artística.
El 2023, el contracte de Han Rui (韓睿) va arribar a la seva fi, i ella va deixar el grup.
El 2024, Real Huang (阿沁), el guitarrista de F.I.R., va anunciar que deixava el grup per convertir-se en productor independent. El líder del grup, Ian Chen (陳建寧), va declarar que, tot i la marxa d'阿沁, F.I.R. continuaria com a banda, sense dissoldre's.
El 2025, F.I.R. va anunciar que realitzarien un concert a Malàisia com a part de la seva gira "Our Love Tour" (我們的愛巡迴演唱會). A part de Ian Chen (陳建寧), els membres del grup col·laboraran amb Xiao Yu (小羽), la vocalista del grup Wu Du Yu (武渡羽), i Xiao Wu (小武), el guitarrista. Es va subratllar que aquesta nova formació no serà considerada com la tercera generació de F.I.R.

## Casos judicials
Després de la sortida de Faye (詹雯婷) de F.I.R., Ian Chen (陳建寧) va signar un contracte amb Hwa Yea International Music (華研國際音樂). Faye va acusar a Ian Chen, així com al president de l'empresa, Lyu Yanqing (吕燕清), i a la directora general He Yanling (何燕玲), de falsificar la seva signatura en un document de garantia de compliment del contracte. Va presentar una denúncia per falsificació de documents contra ells. Ian Chen va respondre amb una denúncia per falsa acusació.
El 2021, la Fiscalia de Taipei va decidir no imputar cap de les parts. No obstant això, després de la revisió del Fiscalia General i una nova investigació, es va determinar mitjançant anàlisi de l'escriptura que la signatura en el document realment pertanyia a Faye. Es va concloure que ella podria no recordar el procés de signatura del document, o podria haver confós aquest document amb altres firmats al mateix temps. Finalment, el tribunal va dictaminar que no es podia demostrar la intenció deliberada de falsedat per part de Faye, i va dictar una sentència d'absolució, amb la possibilitat d'apel·lació per part de la fiscalia.

## Membres

### Principal
| Paper           | Nom                      | Introducció |
| --------------- | ------------------------ | --- |
| Guitarrista     | Zhou Xianzhe (Theo Chou) | - Educació: Graduat al Berklee College of Music de Boston, EUA - Bons instruments: guitarra, partitures |
| Baixista        | Jian Ruisong (Sho)       | - Bé en instruments musicals: BAIX - 2005 Va guanyar el premi al millor baixista a la 18a final nacional del Yamaha Hot Music Contest - Actualment és baixista de l'equip de culte de l'església de grup petit de Taipei New Life - Actualment membre de la banda io |
| bateria         | Lai Shengwen (Pere)      | - Educació: Graduat al Berklee College of Music de Boston, EUA el 2008 - Banda creativa autoformada PLOVER Band |
| Mans del teclat | Wang Qianting (Tina)     | - Educació: Graduat pel Departament de Música de la Universitat Nacional de les Arts de Taipei - Instruments especialitzats: piano, composició i arranjament, veu, orgue electrònic - Ha participat en la composició de cinema, televisió, bandes sonores de videojocs, música pop i música escènica, ha organitzat i dirigit grans orquestres de concerts i ha actuat tant en teatres com en teatres. |

### Banda en viu de FIR
Els membres actuals de F.I.R. Live Band es van unir al grup durant la gravació del cinquè àlbum de F.I.R. i inclouen músics xinesos de diverses parts del món. Els seus estils musicals abasten àrees diverses com el jazz, el rock, la música popular, entre altres. Aquests músics, amb un fort estil personal, participen en les actuacions en viu de F.I.R., com concerts, signatures de discos i altres tipus d'espectacles en directe.
| #  | Àlbum                                                                                                 | Emissor                  |
| -- | --- | ------------------------ |
| 1r | 《F.I.R.飛兒樂團 同名專輯（F.I.R.）》 - Data de publicació: 23 d'abril de 2004 - Idioma: xinès        | Warner Music             |
| 2n | 《無限（Unlimited）》 - Data de publicació: 8 d'abril de 2005 - Idioma: xinès                         | Warner Music             |
| 3r | 《飛行部落（ Flight Tribe）》 - Data de publicació: 28 de juliol de 2006 - Idioma: xinès              | Warner Music             |
| 4t | 《愛‧歌姬（Love Diva）》 - Data de publicació: 28 de setembre de 2007 - Idioma: xinès, anglès         | Warner Music             |
| 5è | 《讓我們一起微笑吧（Let's Smile Together）》 - Data d'estrena: 25 de desembre de 2009 - Idioma: xinès | Warner Music             |
| 6è | 《第六章【亞特蘭提斯】（Chapter VI Atlantis）》 - Data d'estrena: 15 d'abril de 2011 - Idioma: xinès  | Warner Music             |
| 7è | 《Better Life》 - Data d'estrena: 13 de desembre de 2013 - Idioma: xinès                              | Warner Music             |
| 8è | 《末日青春 : 補完計劃（Re:Youth）》 - Data de llançament: 3 de maig de 2019 - Emissor:                | HIM Música Internacional |
| 9è | 《鑽石之心》 - Data de llançament: 20 de juliol de 2021 - Idioma: xinès                               | HIM Música Internacional |